# My Old Piano
My Old Piano ist ein Lied von Diana Ross aus dem Jahr 1980, das von Nile Rodgers und Bernard Edwards geschrieben wurde. Es erschien auf dem Album Diana.

## Geschichte
Im Lied singt Diana Ross über ein Klavier, auf dem sie gerne Lieder spielt. 
Die Veröffentlichung fand am 19. September 1980 statt. Im Gegensatz zu den Vorgängern Upside Down und I’m Coming Out fand das Lied in den Vereinigten Staaten keinen Anklang. Jedoch gewann es in Europa an Erfolg, und zudem konnte Ross während der Song in Europa an Beliebtheit gewann, mit dem Nachfolger It's My Turn in den Vereinigten Staaten zur gleichen Zeit einen Erfolg landen.

## Musikvideo
Im Musikvideo bietet Diana Ross den Song mit einem Klavier in einer Wohnung dar.